# Humphrey Cobb
Humphrey Cobb, född 5 september 1899 i Siena, Italien av amerikanska föräldrar, död 25 april 1944, var en amerikansk manus- och romanförfattare. Cobb är kanske mest känd för sin roman Paths of Glory från 1935 som senare filmatiserades av Stanley Kubrick (Ärans väg från 1957). Cobb var även huvudförfattare till manuset till filmen San Quentin från 1937 med Humphrey Bogart i huvudrollen.